# THE IDOLM@STER Jupiter
'THE IDOLM@STER Jupiter' (아이돌마스터 주피터)는 2011년 11월 23일에 일본 컬럼비아에서 발매된 음반이다.

## 개요
게임 'THE IDOLM@STER 2'에 등장하는 남성 아이돌 그룹 'Jupiter'의 악곡을 수록한 앨범. 게임 수록곡인 'Alice or Guilty' '사랑을 시작하자' 외, 각 멤버에 의한 솔로곡을 수록하고 있다.

## 수록곡
수록곡
1. Alice or Guilty(M@STER VERSION) 
가: Jupiter(테라시마 타쿠마, 칸바라 다이치, 마츠오카 요시츠구)
작사: 우에스 마코토, 작곡·편곡: NBGI(빈본리앙)
2. BANG×BANG
가: 아마가세 토마(테라시마 타쿠마)
작사: yura, 작곡: 요시다 마사루미, 편곡: 카메야마 코이치로
3. On Sunday
가: 미타라이 쇼타(마츠오카 요시츠구)
작사: 후지바야시 세이코, 작곡: 마세 공사, 편곡: 카메야마 코이치로
4. 결정~Crystal Dust~
가: 이쥬인 호쿠토(칸바라 다이치)
작사: 나카무라 메구미, 작곡·편곡: 사사키 히로시인
5. 사랑을 시작하자(M@STER VERSION) 
가: Jupiter(테라지마 히로시 아츠시, 칸바라 다이치, 마츠오카 요시츠구)
작사: 시로세채, 작곡·편곡: NBGI(Jesahm)